# Mount Schutz
Mount Schutz är ett berg i Antarktis. Det ligger i Östantarktis. Australien gör anspråk på området. Toppen på Mount Schutz är 1 260 meter över havet.
Terrängen runt Mount Schutz är huvudsakligen kuperad, men åt sydväst är den platt. Trakten är obefolkad. Det finns inga samhällen i närheten.